# Leptogium valdivianum
Leptogium valdivianum är en lavart som beskrevs av M. Lindstr. Leptogium valdivianum ingår i släktet Leptogium och familjen Collemataceae.   Inga underarter finns listade i Catalogue of Life.